# Andrea Baldini
Andrea Baldini (n. 19 decembrie 1985, Livorno) este un scrimer italian specializat pe floretă.
Baldini a fost laureat cu aur la Campionatul Mondial din 2009 de la Antalya și a fost de trei ori campion european în 2007, 2009 și 2010. Cu echipa Italiei, a fost campion olimpic la Jocurile Olimpice din 2012, triplu campion mondial (în 2009, 2013 și 2015) iar de trei ori campion european (în 2005, 2009 și 2012). A câștigat Cupa Mondială de Scrimă la floretă masculin în sezoanele 2006-2007 și 2008-2009. 

## Palmares
Clasamentul la Cupa Mondială
| An  | 2004 | 2005 | 2006 | 2007 | 2008 | 2009 | 2010 | 2011 | 2012 | 2013 | 2014 | 2015 |
| --- | ---- | ---- | ---- | ---- | ---- | ---- | ---- | ---- | ---- | ---- | ---- | ---- |
| Loc | 44   | 5    | 3    | 1    | 5    | 1    | 7    | 5    | 6    | 6    | 12   | 38   |

## Legături externe
- Materiale media legate de Andrea Baldini la Wikimedia Commons